# オクターバー
オクターバー とは、元音のオクターブ下の音を発生させて加えるエフェクター。
商品名により多少名称は異なる。当初は、歪みを利用して実音の1オクターブ下の音をその実音にミックスさせる機材で、後に歪みのないものも開発された。ジェフ・ベックやジミー・ペイジも使用した形跡があるが、スタジオによるハーモナイザー（音の周波数を変える、当初は高価な機材）やギターシンセサイザーを使用してもさらにクリーンで強力な効果は得られるので、聞いただけでは区別は付けづらい。欠点は、初期には音の途切れがあったことで、現在はその点は克服されたが、オルガンのような音となってしまうために（単一的な効果が聴衆を飽きさせるという意味で）長時間は使えない。ただし、逆にいうなら、うまくエレキギターの演奏に活用する場合には、ジャズギターのオクターブ奏法やハモンドオルガン的な効果も単音弾きで得ることが可能。
かなり前から、上下1オクターブの音の出る「マルチオクターバー」が安価で出てきた。ピッチシフターをコンパクトにしたような安価な「ピッチチェンジャー」でも同様の効果は得られる。また、1オクターブ上の音をうまくミックスすると、音に艶やかさを加えるだけでなく、12弦ギター的な効果を得ることも可能。「コーラス」とは仕組みは異なるが、使用法によって聴感上での似た効果は十分得られる。ただし、あらゆる倍音を含むベースなどに強くかけた場合、位相が狂って聞こえるためか、「コーラス」をかけたような使い方はあっても、特に1オクターブ上の音を付加して使用されることはほとんどない。